# René Vydarený
René Vydarený (* 6. Mai 1981 in Bratislava, Tschechoslowakei) ist ein slowakischer Eishockeyspieler, der seit 2019 beim HC Samson České Budějovice in der viertklassigen tschechischen Krajské hokejové přebory unter Vertrag steht.

## Karriere
René Vydarený begann seine Karriere als Eishockeyspieler in seiner Heimatstadt in der Nachwuchsabteilung des HC Slovan Bratislava. Sein Debüt im professionellen Eishockey gab er jedoch für den HK Trnava, für den er in der Saison 1998/99 in der 1. Liga, der zweiten slowakischen Spielklasse, auflief. Anschließend wurde er im NHL Entry Draft 1999 in der dritten Runde als insgesamt 69. Spieler von den Vancouver Canucks ausgewählt, für die er allerdings nie spielte. Stattdessen stand der Verteidiger in der Saison 1999/2000 für die Océanic de Rimouski, die ihn beim CHL Import Draft desselben Jahres in der zweiten Runde an insgesamt 26. Position gezogen hatten, aus der kanadischen Juniorenliga QMJHL auf dem Eis. Mit der Mannschaft gewann er zunächst die Coupe du Président, den QMJHL-Meistertitel, sowie anschließend den Memorial Cup. Nachdem er ein Jahr bei den Kansas City Blades in der International Hockey League verbracht hatte, spielte der Slowake von 2001 bis 2004 für die Manitoba Moose in der American Hockey League. Parallel kam er zudem zu zehn Einsätzen für Columbia Inferno aus der ECHL. Die Saison 2003/04 beendete er wiederum bei Manitobas AHL-Konkurrenten Hamilton Bulldogs.
Zur Saison 2004/05 kehrte Vydarený nach fünf Jahren in Nordamerika in seine slowakische Heimat zurück. Dort erhielt er einen Vertrag bei seinem Ex-Klub HC Slovan Bratislava aus der slowakischen Extraliga. Mit der Mannschaft gewann er auf Anhieb den nationalen Meistertitel. Er selbst wurde in das All-Star Team der Extraliga gewählt. Im Anschluss an diesen Erfolg schloss er sich dem HC České Budějovice aus der tschechischen Extraliga an. Für diesen spielte er viereinhalb Jahre lang, ehe er im Oktober 2009 für den Rest der Saison 2009/10 innerhalb der tschechischen Extraliga zum Hauptstadtklub HC Sparta Prag wechselte. Ab der Saison 2010/11 stand er wieder für den HC České Budějovice auf dem Eis. 2019 erreichte er die beste Plus/Minus-Bilanz der Extraliga. 2021 beendete er seine Profikarriere und wechselte zum Amateurverein HC Samson České Budějovice in die viertklassige regionale Liga Krajské hokejové přebory.

### International
Für die Slowakei nahm Vydarený im Juniorenbereich an der U18-Junioren-Europameisterschaft 1998, der U18-Junioren-Weltmeisterschaft 1999, als die Bronzemedaille gewonnen wurde, sowie den U20-Junioren-Weltmeisterschaften 2000 und 2001 teil. Bei der U18-WM 1999 gewann er mit seiner Mannschaft die Bronzemedaille. 
Im Seniorenbereich stand er im Aufgebot seines Landes bei den Weltmeisterschaften 2005, 2006, 2008, 2009, 2012, als er mit den Slowaken Vizeweltmeister wurde, und 2013. Zudem vertrat er seine Farben bei den Olympischen Winterspielen in Sotschi 2014.

## Erfolge und Auszeichnungen
- 2000 Coupe-du-Président-Gewinn mit den Océanic de Rimouski
- 2000 Memorial-Cup-Gewinn mit den Océanic de Rimouski
- 2005 Slowakischer Meister mit dem HC Slovan Bratislava
- 2005 Extraliga All-Star-Team
- 2019 Beste Plus/Minus-Bilanz der tschechischen Extraliga

### International
- 1999 Bronzemedaille bei der U18-Junioren-Weltmeisterschaft
- 2012 Silbermedaille bei der Weltmeisterschaft

## Statistik
(Stand: Ende der Saison 2020/21)